# 民事介入暴力
民事介入暴力（みんじかいにゅうぼうりょく）とは、暴力団が当事者として（またはその代理人として）民事紛争に介入し、暴力や集団の威力を背景に不当に金品を得ようとする行為一般を指す。通称ミンボーと呼ばれる。1979年（昭和54年）12月、警察庁が「民事介入暴力対策センター」を設置した際に作られた造語である。昭和54年当時の警察庁による民事介入暴力の定義は「暴力団又はその周辺にある者が、暴力団の威嚇力を背景にこれを利用し、一般市民の日常生活又は経済取引について、司法的救済が十分に機能していない面に付け込み、民事上の権利者や一方の当事者・関係者の形を取って介入・関与するもの」である。

## 概要
その実態は、威力業務妨害・恐喝であるが、刑事事件としての成立要件を満たさない場合、当然の結果として犯罪もない。対策としては弁護士や警察と連携した暴力団追放センターに連絡する事が重要とされる。「民暴」（みんぼう）と略すこともある。
また、特に一般市民を対象として「企業の倒産整理、交通事故の示談、債権取立て、地上げ等民事取引を仮装しつつ、一般市民の日常生活や経済取引に介入し、暴力団の威力を利用して不当な利益を得る」ような民事介入暴力を指して、「市民対象暴力」（しみんたいしょうぼうりょく）、さらに、企業を対象として「株主権の行使に名を借りたり、社会運動や政治活動を仮装、標ぼうするなどして合法的な行為を装いつつ、企業活動に介入し、暴力団の威力を利用して不当な利益を得る」ような民事介入暴力を指して、「企業対象暴力」（きぎょうたいしょうぼうりょく）ともいう。

## 主な手口
みかじめ料（用心棒代）
食堂やスナックなどの飲食店に対し、自身が経営に関与する関連会社（企業舎弟）とおしぼりや花・植木等のリース契約、あるいは小物アクセサリーやお守り等の販売契約を要求する。拒否した場合は、入り口付近で大声を出し威圧したり、店舗の中に客として入りこみ他の客が来にくくするなどの嫌がらせ行為をすることを暗に示唆する。暴力団対策法の施行前はみかじめ料と称し直接金品を要求していたが、施行後は正当な商取引契約の形をとることも増えたため、契約の事実だけでは刑事的処罰の対象にはなりにくい。
ぼったくり
暴力団関係者が経営している風俗関連の飲食店（いわゆるガールズバーなど）で高額な料金を要求するもの。店頭での料金表は暗く見にくくしてあり、精算時に法外な料金を請求する。客が金が無いなどと支払いを渋ると、クレジットカードでの支払いを要求したり、知り合いに電話をかけさせ現金を持参させたり、あるいは自宅まで付け馬（集金のために同行）するなどと脅される。高額であっても料金の請求自体は直ちに刑事的処罰の対象に該当しないため、警察側は介入をためらう。
総会屋
大手民間企業の株を少額で購入し株主総会に出席する。総会で経営者に因縁を付け厳しく罵倒するなどして収拾をつかなくし、総会への参加を辞退する代償に、他の名目で毎年金を暗に要求する。これを「野党総会屋」という。これに対し、議長団の発議に「異議なし！」「賛成！」を連呼するなどして力ずくで“円滑な”運営を進めることで対価を得る総会屋を「与党総会屋」という。総会屋になること、総会屋に利益提供することの両方とも露呈すれば商法で処罰の対象となる。現在では総会屋行為の取締りが厳しいため、企業研究会への協賛金や無内容の機関紙・機関誌定期購読費などの形をとることが多くなっている。
整理屋
企業が倒産した際に債権者あるいは債務者の「有志代表」と称して債権者や債務者の取りまとめを半ば強引に行う。暴力団対策法により表向きは倒産処理に暴力団が介入してくることは少なくなった。
社会運動標榜ゴロ
えせ同和行為、えせ右翼が代表例。その他、人権団体や民族団体、平和団体等を称することもある。
何らかの落ち度につけこんだり、示威行動や威嚇により不安を煽り教育や啓発を行うと称して機関紙を購読させたり、強引に関連会社との取引を契約させる。慰謝料や解決金名目で金銭を要求することもある。
表面上は民事での揉め事を装い警察の関与を避けているが、実際には極端な嫌がらせや暴力の行使を示唆して対価を得る行為であることには変わりなく、広義の恐喝行為であることに変わりはない。
スカウト、売春斡旋
近年では、地域の条例等の関係より、見られる場合とない場合があり、喫茶店やラブホテルに若い女性や少女を連れ込んだり、路上でたむろしている家出少女を連れ去るケースが後を絶たない。違法風俗店が実際に摘発された際、18歳未満の少女が警察に保護されたケースがある。1995年に発生した阪神・淡路大震災の数カ月後に6の事案が発生した。
復讐代行
アパート・マンション等の近隣住民のトラブルに介入し、退去させたり裏工作などをしてくるケースがみられる。

当たり屋
暴力団員が意図的に交通事故を起こし、人身事故においては治療費や慰謝料、物損事故においては修理費として、示談金や保険金などを不当に請求するケースがある。

## 題材となった作品
- 『ミンボーの女』 - 「民暴」をテーマとし、市民の暴力団に対する徹底抗戦を描いた1992年公開の日本映画。監督である伊丹十三は、公開後に暴力団関係者と見られる男に刃物で切り付けられ重傷を負った。更に、上映館も暴力団員にスクリーンを切られる事件が発生している。被害を受けた映画館は、穏便に済まそうと被害届を出さないでいたが、“暴力に屈するな”という世論の後押しを受けて、器物損壊事件として異例の告訴を行なった。
- 『民暴の帝王』 - 1993年6月12日公開の日本映画。小林旭主演。
- 『民暴の鷹―民事介入暴力と闘う弁護士の記録』 - 民事介入する暴力団と対決する青年弁護士の活動を描いた劇画。原作・監修は日本弁護士連合会、作画は第1作は岩村俊哉、第2作は熊倉いさお。
- 『民暴』 - 2016年劇場公開の映画。ソフトはDVDで『民暴』『民暴2』の全2巻にわけてリリース。製作・発売元はスターコーポレーション21、販売元はオールイン エンタテインメント。木下ほうか主演。